# Шмидт, Карл Генрихович
Карл Генрихович Шмидт (24 августа 1910, Подлесное, Самарская губерния — 11 октября 1988, с. Борец, Хакасская АО) — работник советского сельского хозяйства, директор совхоза «Борец» Ширинского района Хакасской Автономной области Красноярского края, Герой Социалистического Труда.

## Биография
Родился 24 августа 1910 года в селе Унтервальден (ныне — Подлесное Марксовского района Саратовской области). Немец. Окончил 4 класса церковно-приходской школы. С 12 лет трудился, помогал по хозяйству отцу. В 17 лет работал машинистом молотилки, принадлежавшей отделу по общественной обработке земли. Окончив курсы трактористов в город Маркс, одним из первых на селе сел за руль трактора. В 1929 году с родителями вступил колхоз.
С октября 1932 по ноябрь 1935 года проходил срочную службу в Красной Армии. Служил сначала курсантом, потом командиром отделения и помощником комвзвода в дивизионной школе 53-й стрелковой дивизии. После демобилизации вернулся домой. В январе 1939 года окончил сельскохозяйственное отделение Высшей немецкой коммунистической школы, получил специальность агронома. В ноябре 1939 года вступает в ВКП/КПСС. Работал заместителем директора по политчасти Цюриховской МТС, Марксовского района Саратовской области.
В сентябре 1941 года в числе тысяч других немцев, был депортирован в Сибирь. С октября 1941 года начал работать агрономом в Июсском совхозе, находящемся на территории Хакасской автономной области Красноярского края. Весной 1942 года был мобилизован в трудовую армию. До сентября 1945 года трудился начальником сельхозучастка на строительстве алюминиевого завода в городе Краснотуринск Свердловской области.
Вернулся в Июсский совхоз, куда он был переселён в начале войны. В течение десяти лет работал здесь главным агрономом. Основным направлением в хозяйстве было молочное. Тем не менее, все эти годы люди трудились и на полях. В 1947 года июсцы получили по 16 центнеров зерна на круг, что было в 4 раза выше, чем в среднем по району. А в 1948 году получили неслыханный в тех краях урожай: по 35-40 центнеров пшеницы с гектара.
Осенью 1949 года главный агроном, как немец по национальности, был обвинен во вредительстве: сокрытии от сдачи зерна государству под маркой семян, в срыве хлебных поставок и отправлен в тюрьму. Был исключен из партии. Спустя два месяца был освобождён и вернулся на своё рабочее место в прежней должности. В 1954 году восстановлен в партии.
В 1955 году, в рамках программы освоения целинных земель, в Ширинском районе Хакасии был организован новый совхоз «Борец». В апреле 1956 года директором совхоза был назначен Карл Генрихович Шмидт. Он и руководил хозяйством бессменно до 1981 года, до ухода на заслуженный отдых. Под его руководством хозяйство стало одним из передовых в области и крае, совхоз стал миллионером, был награждён орденом Трудового Красного Знамени.
Несмотря на объективные трудности (сложные гидрометеорологические условия, отсутствие нормальных условий для жизни и работы, личное недоверие к новому директору как к немцу), совхоз уже 1956 году собрал высокий урожай зерновых.
Указом Президиума Верховного Совета СССР от 11 января 1957 года за выдающиеся достижения в освоении целинных и залежных земель, успешное проведение уборки урожая и хлебозаготовок в 1956 году Шмидту Карлу Генриховичу присвоено звание Героя Социалистического Труда с вручением ордена Ленина и медали «Серп и Молот».
В последующие годы в хакасской степи вырос новый посёлок Борец. В совхозе созданы все необходимые условия для высокопроизводительной и рентабельной работы коллектива. Совхоз был участником ВДНХ. Зерна получали много, надаивали от коровы по 3,5 тонны молока в год, шерсти настригали по 4 кг с каждой овцы. Много было новшеств, экспериментов. В 1967 году совхозу «Борец» был вручен орден Трудового Красного Знамени. В том, что «Борец» смог стать таким, каким он был в те годы, без сомнения, заслуга и грамотное руководство директора совхоза. В 1980 году совхоз «Борец» был переведён в племсовхоз. В апреле 1981 года вышел на пенсию.
Жил в посёлке Борец. Скончался в 1988 году. Похоронен на кладбище поселка Борец.
Награждён орденом Ленина, двумя орденами Трудового Красного Знамени, медалями.